# Prix Kastner-Boursault
Le prix Kastner-Boursault, de la fondation du même nom, est un ancien prix triennal de littérature, créé en 1893 par l'Académie française et qui récompense une œuvre de poésie.
En 1889, c'est par décret que l'Institut de France est autorisé à accepter le legs de madame veuve Kastner, née Boursault pour fonder ce prix à son nom.
Léonie Kastner-Boursault (1820-1888), fille du comédien et metteur en scène Jean-François Boursault, est l'épouse du compositeur Jean-Georges Kastner et amie proche d'Henry Dunant.

## Liste des lauréats

### Années 1890
- 1893 : Auguste Devaux et Joseph Hermann pour Boursault, le poète, ses œuvres. Sa comédie "Ésope à la cour"
- 1896 : 
  - Paul Harel pour Les Voix de la Glèbe
  - Romain Rolland pour Histoire de l’Opéra avant Lulli et Scarlatti
- 1899 : 
  - Edmond Bonnal de Ganges pour Les représentants du peuple en mission près les armées 1791-1797
  - Marie-Anne de Bovet pour La jeune Grèce
  - Félix Martin pour Le Japon vrai

### Années 1900
- 1902 : Georges Radet pour L'histoire et l'oeuvre de l’École française d’Athènes
- 1905 : Paul Doumer pour L’Indo-Chine française
- 1908 : Maurice Maindron

### Années 1910
- 1911 : François de Nion
- 1914 : Paul Acker
- 1917 : John Huston Finley pour Les français au cœur de l’Amérique

### Années 1920
- 1920 : Edmond Pilon
- 1923 : Erik Sjoestedt pour Le secret de la sagesse française
- 1926 : Jean Nesmy pour Contes limousins
- 1929 : André Fontainas

### Années 1930
- 1932 : Paul Redonnel
- 1935 : 
  - Geneviève Bianquis pour Faust à travers quatre siècles
  - Léopold Levaux
- 1938 : 
  - Marie-Édith de Bonneuil pour Bivouacs aux étoiles
  - Marthe Oulié pour Jean Charcot
  - Jean Secret pour L’Alpiniste

### Années 1940
- 1941 : Guy Cheminaud pour Les bêtes sauvages de l'Indochine : mes chasses au Laos
- 1943 : Charles Ledré pour Le cardinal Cambacérès
- 1949 : Henri Sérouya pour La Kabbale, ses origines, sa psychologie mystique sa métaphysique

### Années 1950
- 1952 : André Gardin pour Histoire illustrée du Mont Saint-Michel

### Années 1960
- 1961 : Yvonne de Bremond d'Ars pour Le brocanteur du Marais
- 1969 : Jean-Baptiste Aquarone pour Don João de Castro, Gouverneur et Vice-Roi des Indes orientales (1500-1548)

### Années 1970
- 1972 : 
  - Charles Courteuge pour Porte ouverte sur la mer
  - Michel Maurette pour La Crue
- 1975 : 
  - Évelyne Sullerot pour Histoire et mythologie de l’amour : huit siècles d'écrits féminins
  - Marcel Marchandeau pour Autour de Touny-Lérys
- 1978 : René Pélissier pour Les guerres grises. Résistances et révoltes en Angola (1845-1941)

### Années 1980
- 1981 : Joseph Coll pour L’enfant malentendant